# Victoria Mayer
Victoria Mayer (* 6. Mai 1976 in Münster) ist eine deutsche Schauspielerin, die sowohl für das Theater als auch für den Film arbeitet.

## Leben
Mayer wuchs in der Nähe von Bremen auf und zog im Alter von 13 Jahren mit ihrer Familie nach Marburg. Nach ihrem Abitur an der Elisabethschule arbeitete sie als Regieassistentin in Marburg, Salzburg und München. Von 1997 bis 2001 studierte sie an der Bayerischen Theaterakademie August Everding.
Bekannt wurde Mayer durch die Besetzung zahlreicher Nebenrollen in Fernseh- und Kinoproduktionen. Unter anderem spielte sie im Kinofilm Die Wolke mit. Eine weitere Rolle hatte sie in dem Kinofilm Das Lächeln der Tiefseefische von Regisseur Till Endemann als Hannah, der Schwester von Hauptdarsteller Jacob Matschenz. In der ZDF-Serie Kommissar Stolberg spielte sie in der ersten bis dritten Staffel von 2006 bis 2008 die Kriminaloberkommissarin Sofia Lechner. Weiterhin wirkte sie etwa 2010 im Kinofilm Wie Matrosen von Jesper Petzke mit.
Auch am Theater feierte sie Erfolge. So war sie etwa 2002 am Akademietheater München in der Titelrolle in Yerma von Federico García Lorca und im selben Jahr am Metropoltheater München in Die Vagina-Monologe von Eve Ensler zu sehen. Über mehrere Spielzeiten war sie am Schauspiel Frankfurt engagiert, wo sie unter anderem von 2001/2002 in Das Leben der Bohème nach dem Roman von Henri Murger und dem Film von Aki Kaurismäki, 2004/2005 im Ein Sommernachtstraum von Shakespeare und 2007 in der Uraufführung von Gotthelm oder Mythos Claus von Michael Lentz mitwirkte. Gemeinsam mit dem Schriftsteller Jörg Steinleitner und dem Musiker Helmut Sinz tritt Mayer seit 2010 regelmäßig in aufwendig inszenierten, humoristischen Krimi-Lesungen auf.
In der SWR-Produktion Alpha 0.7 – Der Feind in dir, die Ende 2010 im SWR-Fernsehen, dem Radiosender SWR 2 und im Internet medienübergreifend ausgestrahlt wurde, spielte sie die Hauptrolle.
2013 drehte sie an der Seite von Florian David Fitz, Julia Koschitz, Jürgen Vogel, Miriam Stein, Volker Bruch und Hannelore Elsner die Tragikomödie Hin und weg unter der Regie von Christian Zübert.
Mayer ist mit dem Schauspieler Jan Messutat verheiratet. Das Paar hat zwei gemeinsame Kinder (* 2009 und * 2011) und lebt am Ammersee.

## Filmografie (Auswahl)
- 2003: SK Kölsch (Fernsehserie, Folge Tote schweigen nicht)
- 2004: Allein
- 2005: Stromberg (Fernsehserie, Folge Badminton)
- 2005: Das Lächeln der Tiefseefische (Kinofilm)
- 2006: Die Wolke
- 2006–2009: Kommissar Stolberg (Fernsehserie, 22 Folgen)
- 2007: Tatort: Satisfaktion (Fernsehreihe)
- 2008: Die Versöhnung
- 2008: Die Sache mit dem Glück
- 2009: Schlimme Finger (Kurzfilm)
- 2010: Wie Matrosen
- 2010: Alpha 0.7 – Der Feind in dir (Fernsehserie, 6 Folgen)
- 2010, 2024: SOKO Köln (Fernsehserie, Folgen Das Attentat, "Jagdzeit")
- 2012, 2015: SOKO München (Fernsehserie, verschiedene Rollen, 2 Folgen)
- 2012: Laim – Die Tote ohne Alibi
- 2013: Der Landarzt (Fernsehserie, Folge Kinderkrankheiten)
- 2013: München 7 (Fernsehserie, Folge Ein letztes Mal)
- 2014: SOKO Kitzbühel (Fernsehserie, Folge Fehldiagnose)
- 2014: Hin und weg
- 2015: Macho Man
- 2016: Wunschkinder
- 2016: Berlin Station (Fernsehserie, 6 Folgen)
- 2016: Marie Brand und das ewige Wettrennen (Fernsehreihe)
- 2017: Tatort: Goldbach
- 2017: Tatort: Gott ist auch nur ein Mensch
- 2017: Whatever Happens
- 2017: Good Favour
- 2018: Gefangen – Der Fall K. (Fernsehfilm)
- 2018: Tatort: Tod und Spiele
- 2018: Was uns nicht umbringt
- 2019: Tage des letzten Schnees
- 2019: Play
- 2020: Eine harte Tour (Fernsehfilm)
- 2020: Adisa (Kurzfilm)
- 2020–2021: Merz gegen Merz (Fernsehserie, 11 Folgen)
- 2020: Tatort: Lass den Mond am Himmel stehn
- 2021: Servus, Schwiegermutter!
- 2022: Die Drei von der Müllabfuhr: (K)eine saubere Sache (Fernsehreihe)
- 2022: Gestern waren wir noch Kinder (Fernsehserie, Folge 2)
- 2023: Irgendwann werden wir uns alles erzählen
- 2023: Der Pass (Fernsehserie, Staffel 3)
- 2024: Doktor Ballouz  (Fernsehserie, 3 Folgen)

## Auszeichnungen
- 2020: Preis der Deutschen Akademie für Fernsehen in der Kategorie Schauspielerin Nebenrolle in Tage des letzten Schnees